# Główny Urząd Statystyczny

Główny Urząd Statystyczny (GUS) är Polens centrala statliga myndighet för officiell statistik.  Myndigheten är direkt underställd Polens premiärministers kansli och har som uppgift att samla in och sammanställa statistik från både offentliga och privata källor. Myndigheten grundades ursprungligen 1918 av sociologen Ludwik Krzywicki. Huvudkontoret finns i Warszawa.